# Peter Georg Bang
Peter Georg Bang (Copenaghen, 7 ottobre 1797 – Copenaghen, 2 aprile 1861) è stato un politico e giurista danese, Presidente del Consiglio della Danimarca dal 1854 al 1856.
Nella sua lunga carriera politica ha ricoperto inoltre la carica di Ministro degli Interni (tre volte: dal 184 al 1849, dal 1852 al 1853 e dal 1854 al 1856) e del Culto (dal 1851 al 1852).

## Biografia
Bang è nato a Copenaghen, in Danimarca. I suoi genitori erano Jacob Hansen Bang (1770-1841) e Anna Cathrine Sophie Østrup (1779-1820). 
Divenne studente alla Frederiksborg Latin School nel 1813, prese lic.jur. nel 1816 e ottenne il Dr. Jur. nel 1820. Fu professore di diritto romano all'Università di Copenaghen e dal 1836 al 1845 fu direttore della Danmarks Nationalbank. Nel 1845 quando fu nominato deputato al Tesoro nazionale (Rentekammeret).
Sua figlia, Ville Bang (1848-1932), divenne una pittrice e insegnante d'arte riconosciuta.
Bang divenne Commendatore dell'Ordine del Dannebrog nel 1847 e fu insignito della Gran Croce nel 1854. Morì nel 1861 ed è sepolto nel cimitero di Assistens a Copenaghen.